# Бертанк
Бертанк (умер ок. 840 года) — святой епископ «двух краёв». День памяти — 6 апреля.
Святой Вертанк (Berthanc), или Бертам (Bertham), или Берхан (Berchan), «человек двух краёв» (Fer-da-Leithe), родился в Шотландии. Он предположительно был монахом в монастыре Айона, а затем стал епископом Керкуолла (Kirkwall), что на Оркнейских островах (Orkneys Islands). Он умер в Ирландии и похоронен на острове Инишмор (Inishmore) в Голуэйской бухте (Galway Bay).